# New Year's Day
New Year's Day is een nummer van de Ierse band U2.
Het nummer werd samen met het nummer Treasure (Whatever Happened To Pete The Chop?) Op 10 januari 1983 uitgebracht als single.

## Achtergrond
New Year's Day is de eerste single van het album War uit 1983. Dit nummer verscheen ook op de albums Under a Blood Red Sky en The Best Of 1980 - 1990 & B-Sides. Het nummer werd voor het eerst ten gehore gebracht op 20 december 1982 in Belfast. In Nederland was dat in Hattem tijdens een live optreden voor het Veronica Hilversum 3 programma  Countdown Café.
De plaat werd wereldwijd een hit. In thuisland Ierland werd de 2e positie bereikt en in het Verenigd Koninkrijk de 10e positie in de UK Singles Chart. 
In Nederland werd de plaat veel gedraaid op Hilversum 3 en werd een radiohit in de destijds drie landelijke hitlijsten op de nationale publieke popzender. De plaat bereikte de 11e positie in zowel de Nederlandse Top 40 als de TROS Top 50. In de Nationale Hitparade werd de 9e positie bereikt. In de Europese hitlijst op Hilversum 3, de TROS Europarade, werd géén notering behaald. 
In België bereikte de plaat de 17e positie in de voorloper van de Vlaamse Ultratop 50 en de 20e positie in de Vlaamse Radio 2 Top 30. In  Wallonië werd géén notering behaald.
Sinds de editie van december 2000 staat de plaat onafgebroken genoteerd in de jaarlijkse NPO Radio 2 Top 2000 van de Nederlandse publieke radiozender NPO Radio 2, met als hoogste notering een 79e positie in 2000.

## Covers en samples
Het nummer is populair bij artiesten om te coveren of samplen:

### Covers
- 2 Fabiola
- Gigi D'Agostino
- Front Line Assembly
- Royal Philharmonic Orchestra
- The Savitri String Quartet
- Route 401
- Ferry Corsten
- Redemption (2018) cover in progressieve metalstijl

### Samples
- With It Guys gebruikte de piano partij als sample voor het nummer Let The Music Take Control.
- Kiss AMC gebruikte de intro voor hun nummer A Bit Of U2.
- Dynamic Base gebruikte de sample voor hun Africa single
- Bacon Popper gebruikte dezelfde sample voor hun single Free single.
- Hyper Logic gebruikte ook een sample in het nummer Only Me.

## Hitnoteringen

### Nederlandse Top 40
| "New Year's Day" in de Nederlandse Top 40 binnen: 05-02-1983 | "New Year's Day" in de Nederlandse Top 40 binnen: 05-02-1983 | "New Year's Day" in de Nederlandse Top 40 binnen: 05-02-1983 | "New Year's Day" in de Nederlandse Top 40 binnen: 05-02-1983 | "New Year's Day" in de Nederlandse Top 40 binnen: 05-02-1983 | "New Year's Day" in de Nederlandse Top 40 binnen: 05-02-1983 | "New Year's Day" in de Nederlandse Top 40 binnen: 05-02-1983 | "New Year's Day" in de Nederlandse Top 40 binnen: 05-02-1983 | "New Year's Day" in de Nederlandse Top 40 binnen: 05-02-1983 |
| Week:                                                        | 1                                                            | 2                                                            | 3                                                            | 4                                                            | 5                                                            | 6                                                            | 7                                                            |                                                              |
| ------------------------------------------------------------ | ------------------------------------------------------------ | ------------------------------------------------------------ | ------------------------------------------------------------ | ------------------------------------------------------------ | ------------------------------------------------------------ | ------------------------------------------------------------ | ------------------------------------------------------------ | ------------------------------------------------------------ |
| Positie:                                                     | 25                                                           | 20                                                           | 16                                                           | 12                                                           | 11                                                           | 17                                                           | 35                                                           | uit                                                          |

### Nationale Hitparade
| "New Year's Day" in de Nationale Hitparade binnen: 05-02-1983 | "New Year's Day" in de Nationale Hitparade binnen: 05-02-1983 | "New Year's Day" in de Nationale Hitparade binnen: 05-02-1983 | "New Year's Day" in de Nationale Hitparade binnen: 05-02-1983 | "New Year's Day" in de Nationale Hitparade binnen: 05-02-1983 | "New Year's Day" in de Nationale Hitparade binnen: 05-02-1983 | "New Year's Day" in de Nationale Hitparade binnen: 05-02-1983 | "New Year's Day" in de Nationale Hitparade binnen: 05-02-1983 | "New Year's Day" in de Nationale Hitparade binnen: 05-02-1983 | "New Year's Day" in de Nationale Hitparade binnen: 05-02-1983 |
| Week:                                                         | 1                                                             | 2                                                             | 3                                                             | 4                                                             | 5                                                             | 6                                                             | 7                                                             | 8                                                             |                                                               |
| ------------------------------------------------------------- | ------------------------------------------------------------- | ------------------------------------------------------------- | ------------------------------------------------------------- | ------------------------------------------------------------- | ------------------------------------------------------------- | ------------------------------------------------------------- | ------------------------------------------------------------- | ------------------------------------------------------------- | ------------------------------------------------------------- |
| Positie:                                                      | 30                                                            | 31                                                            | 14                                                            | 10                                                            | 9                                                             | 12                                                            | 19                                                            | 36                                                            | uit                                                           |

### TROS Top 50
Hitnotering: 03-02-1983 t/m 27-03-1983. Hoogste notering: #11 (1 week). 

### Vlaamse Ultratop 50
| "New Year's Day" in de Vlaamse Ultratop 50 binnen: 19-02-1983 | "New Year's Day" in de Vlaamse Ultratop 50 binnen: 19-02-1983 | "New Year's Day" in de Vlaamse Ultratop 50 binnen: 19-02-1983 | "New Year's Day" in de Vlaamse Ultratop 50 binnen: 19-02-1983 | "New Year's Day" in de Vlaamse Ultratop 50 binnen: 19-02-1983 | "New Year's Day" in de Vlaamse Ultratop 50 binnen: 19-02-1983 | "New Year's Day" in de Vlaamse Ultratop 50 binnen: 19-02-1983 | "New Year's Day" in de Vlaamse Ultratop 50 binnen: 19-02-1983 | "New Year's Day" in de Vlaamse Ultratop 50 binnen: 19-02-1983 |
| Week:                                                         | 1                                                             | 2                                                             | 3                                                             | 4                                                             | 5                                                             | 6                                                             | 7                                                             |                                                               |
| ------------------------------------------------------------- | ------------------------------------------------------------- | ------------------------------------------------------------- | ------------------------------------------------------------- | ------------------------------------------------------------- | ------------------------------------------------------------- | ------------------------------------------------------------- | ------------------------------------------------------------- | ------------------------------------------------------------- |
| Positie:                                                      | 35                                                            | 34                                                            | 23                                                            | 22                                                            | 17                                                            | 23                                                            | 30                                                            | uit                                                           |

### NPO Radio 2 Top 2000
| Nummer met noteringen in de NPO Radio 2 Top 2000 | '00 | '01 | '02 | '03 | '04 | '05 | '06 | '07 | '08 | '09 | '10 | '11 | '12 | '13 | '14 | '15 | '16 | '17 | '18 | '19 | '20 | '21 | '22 | '23 | '24 |
| ------------------------------------------------ | --- | --- | --- | --- | --- | --- | --- | --- | --- | --- | --- | --- | --- | --- | --- | --- | --- | --- | --- | --- | --- | --- | --- | --- | --- |
| New Year's Day                                   | 79  | 121 | 112 | 143 | 152 | 165 | 172 | 215 | 155 | 307 | 377 | 407 | 339 | 381 | 412 | 493 | 534 | 407 | 428 | 431 | 440 | 546 | 602 | 587 | 497 |

1. ↑  Een vetgedrukt getal geeft de hoogste notering aan.
2. ↑  2000 was het eerste jaar met een notering voor dit nummer.

Bono · The Edge · Adam Clayton · Larry Mullen jr.